# Exotoxine
Exotoxine is een toxische stof die uitgescheiden wordt door bacteriën.
Er zijn drie subtypes exotoxine:
- Type I: celoppervlak-actieve toxines
- Type II: membraan-lyserende toxines
- Type III: intracellulaire toxines

Geïnactiveerde exotoxines worden gebruikt als vaccin. Subunit-vaccins zijn hiervan een voorbeeld.